# ريتشارد دالي (ضابط)
ريتشارد دالي (بالإنجليزية: Richard Dale)‏ هو ضابط أمريكي، ولد في 6 نوفمبر 1756 في نورفولك في الولايات المتحدة، وتوفي في 26 فبراير 1826 في فيلادلفيا في الولايات المتحدة.

## وصلات خارجية
- ريتشارد دالي على موقع الموسوعة البريطانية (الإنجليزية)